# Municipio de Richland (condado de Randolph)
El municipio de Richland (en inglés: Richland Township) es un municipio ubicado en el  condado de Randolph en el estado estadounidense de Carolina del Norte. En el año 2010 tenía una población de 3.811 habitantes.

## Geografía
El municipio de Richland se encuentra ubicado en las coordenadas 35°33′43.49″N 79°44′52.12″O / 35.5620806, -79.7478111.